# 孟卓
孟卓，字君伟，五胡十六国后赵广平（今河北省曲周县北）人。
孟卓少年时清苦立志，穿着一单裙，十年不洗。石勒在赵二年（320年），定九品官制，以张班为左执法郎，孟卓为右执法郎，典定士族，副选官之任。每年，州郡举秀才、孝廉、清洁、贤良、直言、武勇之士各一人。